# Hopkinsville
Hopkinsville és una població dels Estats Units a l'estat de Kentucky. Segons el cens del 2000 tenia 30.089 habitants.

## Demografia
Segons el cens del 2000, Hopkinsville tenia 30.089 habitants, 12.174 habitatges, i 8.120 famílies. La densitat de població era de 483,5 habitants/km².
Dels 12.174 habitatges en un 32,4% hi vivien nens de menys de 18 anys, en un 45,1% hi vivien parelles casades, en un 18,2% dones solteres, i en un 33,3% no eren unitats familiars. En el 29,7% dels habitatges hi vivien persones soles el 12,5% de les quals corresponia a persones de 65 anys o més que vivien soles. El nombre mitjà de persones vivint en cada habitatge era de 2,39 i el nombre mitjà de persones que vivien en cada família era de 2,95.
Per edats la població es repartia de la següent manera: un 26,4% tenia menys de 18 anys, un 9,7% entre 18 i 24, un 28,3% entre 25 i 44, un 20,8% de 45 a 60 i un 14,8% 65 anys o més.
L'edat mediana era de 35 anys. Per cada 100 dones de 18 o més anys hi havia 82,7 homes.
La renda mediana per habitatge era de 30.419$ i la renda mediana per família de 37.598$. Els homes tenien una renda mediana de 30.349$ mentre que les dones 21.259$. La renda per capita de la població era de 15.796$. Entorn del 13,6% de les famílies i el 16,8% de la població estaven per davall del llindar de pobresa.

## Poblacions més properes
El següent diagrama mostra les poblacions més properes.

## Fills il·lustres
- Todd Rhodes (1890-1963) pianista, vibràfonista i arranjador musical.